# Dusun witu
Le dusun witu est une langue austronésienne parlée en Indonésie, dans le Kalimantan central, dans l'île de Bornéo. La langue appartient à la branche malayo-polynésienne occidentale des langues austronésiennes.

## Classification
Le dusun witu est une des langues barito orientales, un groupe des langues malayo-polynésiennes occidentales.

## Vocabulaire
Exemples du vocabulaire de base du dusun witu :
| français       | dusun witu | Prononciation |
| -------------- | ---------- | ------------- |
| un             | isa'       |               |
| cinq           | dimɛ       |               |
| cendres        | habu'      |               |
| pluie          | ʊran       |               |
| maison         | lɛβʊ'      |               |
| feu            | apui       |               |
| soleil         | matɛanrau  |               |
| cochon sauvage | βaβui      |               |

## Sources
- (en) Hudson, Alfred B., The Barito Isolects of Borneo. A Classification Based on Comparative Reconstruction and Lexicostatics, Data Paper: Number 68, Ithaca, Department of Asian Studies, Cornell University, 1976.